# イラン・イスラム共和国放送
イラン・イスラム共和国放送（いらん・いすらむきょうわこくほうそう、ペルシア語: صدا و سیمای جمهوری اسلامی ایران、英語: Islamic Republic of Iran Broadcasting、略称: IRIB）はイランの国営放送である。国内向けのテレビ・ラジオ放送のほか、ラジオと衛星テレビによる国際放送を行っている。
現在の名称になったのは1979年のイラン革命後のことで、それ以前の帝政時代にはイラン国営ラジオ・テレビ (NIRT) を社名としていた。テヘランのIRIB本部内には国際会議場が併設されている。
2016年にはニュースサイト「ParsToday」を開設した。

## 国内放送
イランでは憲法で民間放送を禁止しているため、イラン国内の放送は全てIRIBの製作によるものである。テレビは全国向けに11系統のほか、首都を含む全国33の放送局でローカル放送が実施されている。ラジオでは、国内向け12系統を中波、FM、短波、インターネットで放送している。

## 国際放送

### 衛星放送
近隣諸国向けに地上放送の番組を再送信するほか、「Jame-Jam World Network」の呼称で世界の各地域向けに3チャンネルの24時間放送を実施している。「Jame-Jam 1」は欧州・北アフリカ、「Jame-Jam 2」は北米向けで、使用言語はペルシャ語、英語、アラビア語、トルコ語である。「Jame-Jam 3」は中央アジア、極東、オセアニア向けで、使用言語はアラビア語及び英語である。また、中東向けの総合番組放送「Al-kawthar」（アラビア語、英語）及びイラク向けの「Al-Alam」（アラビア語）、欧米向けのニュース専門放送「PRESS TV」（英語）を実施している。

### ラジオ
アラビア語・英語を始めとして30以上の言語によるラジオ国際放送が、全世界に向けて行われている。主として短波放送だが、近隣諸国向け（および国内の少数民族向け）には中波による放送も行われている。これら外国語プログラムの一部は、外国人向けにテヘランでFM放送も行われている。
なお通常の国際放送の他に、アメリカ合衆国を対象にした英語による"Voice of Justice"（正義の声）、パレスチナを対象としたアラビア語による"Voice of Palestinian Islamic Revolution"（パレスチナ・イスラム革命の声）という特別プログラムを放送している。

### 国際放送ラジオ日本語
短波による日本語放送は、1999年7月21日に開始された。2018年9月23日朝の再放送をもって日本語放送を終了した。

## インターネット
2016年1月にニュースサイト「ParsToday」を開設した。日本語を含む26言語でニュースを配信している。

## 歴史
- 1940年 - ラジオ・イラン (Radio Iran) 開局
- 1946年 - クルド語放送開始
- 1956年 - 英語放送開始
- 1971年 - イラン国営ラジオテレビ (NIRT: National Iranian Radio & Television) に改称
- 1979年 - イラン革命（イラン・イスラム革命）によってイラン・イスラム共和国放送 (IRIB: Islamic Republic of Iran Broadcasting) に改称
- 1999年 - 日本語放送開始
- 2016年 - ニュースサイト「ParsToday」を開設
- 2018年 - 日本語放送終了[5]
- 2025年 - テヘランのテレビスタジオ、通信センターが、イスラエルから空爆を受け破壊された[6][7]。